# Solway Group
 (novembre 2023).
Solway Investment Group Limited (la société est le successeur légal de Solway Investment Fund depuis 2011) est un groupe international privé d'exploitation minière et métallurgique basé en Suisse. Le groupe mène des opérations en Macédoine du Nord, en Ukraine, en Indonésie et au Guatemala.
L'entreprise a été accusée de diverses fautes, y compris de crimes contre l'environnement dans ses activités au Guatemala,. Les informations publiées résultent d'une attaque de pirates informatiques sur les filiales de Solway. Celles-ci ont fait valoir que les accusations présentées dans les médias étaient fausses et hors contexte.
La société a été mentionnée dans des implications de transactions bancaires suspectes. En 2020, une enquête indépendante connexe publiée par Clifford Chance n'a pas inclus Solway ni aucune des entreprises mentionnées dans son rapport final.

## Histoire
Solway est un groupe minier et métallurgique familial dont le siège se trouve en Suisse. La société a été fondée par Aleksandr Bronstein, citoyen estonien, né en 1954 en URSS. Aleksandr Bronstein s'est retiré de tous les postes de Solway en 2020 et a cessé de détenir des intérêts dans l'entreprise. Les propriétaires actuels de Solway sont ses fils, Dan et Christian Bronstein, tous deux citoyens allemands.
L'entreprise a été créée à Chypre en 2011, puis transférée en 2015 en Suisse, un centre économique important pour l'industrie minière et des matières premières.
Le groupe exploite des mines et des fonderies au Guatemala, en Ukraine, en Macédoine du Nord et en Indonésie, et se concentre sur la production de nickel. Il est actif dans le secteur du nickel depuis 2003, lorsque Solway a acquis une mine en difficulté en Ukraine, a investi dans la reconstruction et a commencé la production de ferronickel. Cet actif est connu aujourd'hui sous le nom de «Pobuzhsky Ferronickel Plant» (PFP) et est resté opérationnel malgré la guerre jusqu'en octobre 2022. Le 22 octobre 2022, à la suite d'un tir de missile de l'armée russe, la sous-station électrique a été détruite et, par conséquent, l'alimentation électrique de l'usine de ferronickel de Pobuzhsky a été complètement interrompue. Bien que la production ait été complètement arrêtée, le groupe continue à soutenir financièrement les résidents locaux et les infrastructures sociales de la ville de Pobuzhsky.

## Les étapes clés du groupe Solway
En 2003, la première acquisition a eu lieu: l'usine de ferronickel de Pobuzhskiy (PFP) en Ukraine. L'usine a été construite en 1964 en Union soviétique. Elle était à l'arrêt depuis 3 ans lorsque Solway l'a acquise. En 2014, une tentative de prise de contrôle hostile de PFP a eu lieu. Solway a fait l'objet d'une enquête des services de renseignement ukrainiens. Les résultats ont montré l'absence de tout lien avec le gouvernement russe ou avec des PPE russes. La tentative de prise de contrôle n'a pas abouti.
En 2003, a eu lieu l'acquisition de Metachim (usine chimique en Russie). En 2011, Metachim fait l'objet d'une prise de contrôle hostile par le groupe Phosagro. (soutenu par le vice-ministre de l'économie de Russie). Solway est contraint de vendre Metachim.
En 2005, Solway a acquis Bucim (une mine de cuivre et une raffinerie en Macédoine du Nord) et a acquis SASA (une mine de zinc et de plomb ainsi qu’une raffinerie dans le même pays). L'actif a été acheté alors qu'il était insolvable (au cours d'une procédure de faillite),. Le projet SASA a été vendu en 2015 et, à cette date, les investissements dans SASA s'élevaient à 10,9 millions d'euros.
En 2006: acquisition de la licence d'exploration dans les îles Kouriles, Russie. L'exploration a abouti à la construction de la mine d'or KurilGeo. En 2014, la production d'or a commencé à KurilGeo.
En 2007, Solway a acquis ses premières licences en Indonésie, puis d'autres licences en 2012.
En 2011: acquisition du projet Fenix, un projet de nickel au Guatemala, acheté à Hudbay Minerals pour 170 millions de dollars. L'exploitation était en maintenance depuis 1980. En juin 2014, la production au Guatemala a démarré et a atteint la capacité prévue en 2019,.
En 2015: acquisition du projet de cuivre San-Jorge en Argentine auprès de Coro Mining, société cotée en bourse.
En 2019: acquisition du projet ZGRK. Il restait des décharges contenant de l'or après l'exploitation de mines d'or dans les années 1930 dans la région du Baïkal en Russie; le projet prévoyait donc le recyclage des décharges, l'extraction de l'or restant et la remise en culture.
En 2021, la société a vendu le projet de nickel Maba en Indonésie, qui nécessitait la construction d'une vaste infrastructure, y compris sa propre centrale électrique au charbon.
La même année, la société a investi dans des projets de nickel aux États-Unis, Nevada Copper et Talon Metals Corp par l'intermédiaire de Pallinghurst, un projet d'exploration de nickel (Tamarack) dans le Minnesota,.
En 2022, après le début de la guerre en Ukraine, Solway a publiquement condamné l'agression russe et a décidé de se retirer de toutes les opérations et de tous les projets d'investissement en Russie. En conséquence, KurilGeo et ZGRK sont vendues dans le cadre d'un accord global (KurilGeo pour une contrepartie nominale en raison de l'approche de la fin de vie de la mine et ZGRK pour une contrepartie inférieure à 75% de l'investissement total consacré à l'acquisition et à la construction de la mine jusqu'à la sortie),.

## Propriétés et investissements actuels
Le projet de nickel Fenix est exploité par les sociétés CGN et Pronico. L'exploitation était en maintenance depuis 1980. En 2011, Solway y a investi près de 620 millions de dollars américains. Aujourd'hui, le projet Fenix comprend une mine de nickel de classe mondiale, une centrale électrique nouvellement construite et l'installation de traitement des métaux Pronico. Le projet possède des droits miniers sur 36,2 millions de tonnes de réserves de minerai de nickel à 1,86% de nickel, ainsi que des droits sur 70 millions de tonnes de ressources supplémentaires dans sa zone de licence. En 2014, l'usine ProNiCo a commencé à fonctionner et s'apprête à atteindre sa capacité de production de plus de 20 kt de Ni pa. En raison des sanctions de l’Office of Foreign Assets Control (OFAC) du département du Trésor des États-Unis, CGN et Pronico ont rencontré des difficultés et ont dû cesser leurs activités. Néanmoins, en octobre 2023, il a été annoncé que l’OFAC avait accordé une licence à ses filiales guatémaltèques Compañia Guatemalteca de Níquel (GCN) et Compañia Procesadora de Níquel de Izabal (ProNiCo).
Usine de ferronickel de Pobuzhskiy (PFP) en Ukraine. L'installation a été convertie pour se concentrer sur la production d'un seul produit : le ferronickel produit à partir de minerais de nickel latéritique importés d'Indonésie et de Nouvelle-Calédonie et, plus tard, du projet de Solway au Guatemala. Depuis 2003, Solway a investi plus de 200 millions de dollars américains dans la modernisation de PFP. L'usine a actuellement une capacité de production annuelle de plus de 22 000 tonnes de Ni et de plus de 1 100 000 tonnes de minerai latéritique sec. L'usine de ferronickel Pobuzhskiy est membre de la Chambre de commerce et d'industrie de Kiev. En novembre 2022, la direction de l'usine de ferronickel Pobuzhsky a annoncé un arrêt de travail forcé. L'entreprise n'est pas en mesure de redémarrer les fours en raison des attaques russes sur le système énergétique ukrainien.
DOO Bucim en Macédoine du Nord. Depuis 2005, Solway Investment Group a investi plus de 50 millions de dollars américains dans la mine Bucim. Aujourd'hui, Bucim est une mine à ciel ouvert qui produit un concentré de flottation de première qualité contenant du cuivre et de l'or, ainsi qu'une opération SX/EW produisant du cuivre cathodique de qualité LME. Bucim traite plus de 4,5 millions de tonnes de minerai par an. Plus de 40 000 tonnes de concentré de cuivre contenant de l'or sont produites chaque année. Dans le cadre du projet Bucim, Solway développe la mine Borov Dol, qui prolongera la durée de vie de l'exploitation Bucim jusqu'en 2028 au moins. On estime que 56 millions de dollars US de dépenses totales en capital seront consacrés au projet Borov Dol.
Projet de nickel Aquila, 2005, Indonésie. Aquila Nickel est un projet de nickel et de cobalt entièrement nouveau, axé sur la construction d'un grand producteur de nickel de premier plan en Indonésie. La base de ressources se compose de trois licences, d'un grand gisement de Ni-Co de classe mondiale situé sur l'île d'Halmahera. Actuellement, le projet est estimé avoir des ressources de plus de 120 millions de tonnes de minerai sec de saprolite, avec une teneur moyenne en nickel de 1,58%, ainsi que plus de 80 millions de tonnes de minerai sec de limonite, avec une teneur en nickel de 1,15% et une teneur en cobalt de 0,15%. En 2017, le groupe a obtenu tous les permis nécessaires pour passer à l'étape suivante du projet, y compris le permis minier principal.
Kurilgeo, île d'Urup Russie. Solway possédait et exploitait un projet minier aurifère sur l'île d'Urup, l'une des îles Kouriles, dans l'Extrême-Orient russe. En juin 2022, Solway a vendu le projet à la société arménienne Far East Gold après que celle-ci a déclaré que «malgré des activités d'investissement et d'exploitation limitées en Russie, elle abandonne tous ses projets en Russie» en réponse à l'invasion de l'Ukraine par la Russie,,.
Investissement dans Coro Mining Corp en mai 2011. Projet de cuivre San Jorge dans la province de Mendoza, Argentine. Aujourd'hui, le groupe a acquis 100% des parts du projet.
En 2021, investissements dans le projet de développement du cuivre aux États-Unis: Nevada Copper Corp. (TSE:NCU)  et Talon Metals Corp dans le Minnesota par l'intermédiaire de Pallinghurst Resources Ltd,,.

## Critiques
L'entreprise a été accusée de corruption et de crimes contre l'environnement, sur la base de documents internes secrets envoyés à l'association journalistique Forbidden Stories dirigée par le journaliste et fondateur français Laurent Richard.
En réponse à ces allégations, l'entreprise a lancé une enquête indépendante en décembre 2022. Des enquêteurs expérimentés et respectables, retraités du gouvernement américain, ont mené l'enquête. Les résultats ont démontré que l'entreprise n'est pas détenue, contrôlée, connectée ou influencée par la Russie.
Pronico, une filiale de Solway au Guatemala, a été accusée d'avoir provoqué une catastrophe environnementale en émettant des niveaux élevés de nickel dans le plus grand lac du Guatemala.
Une étude indépendante menée par l'Université San Carlos du Guatemala (USAC) a conclu que la couleur rouge de l'eau du lac était un produit de la pollution, mais qu'elle était due à des déchets organiques et chimiques dans la rivière Polochic, l'une des plus grandes du Guatemala. Cette conclusion a été soutenue par le ministère de l'environnement.
Selon le ministre de l'Environnement, Sydney Samuels, parmi les agents polluants du lac figurent les communautés environnantes et les eaux usées de la rivière Polochic, qui se jette dans le lac Izabal.
Les algues unicellulaires se nourrissent de déchets et les unes des autres, ce qui explique leur croissance excessive, explique le fonctionnaire. Il a également indiqué qu'il s'agissait du même processus qui avait commencé dans le lac Amatitlán et que personne ne savait comment le traiter.
Solway a également été accusé d'enlever le filtre des cheminées la nuit, ce qui, selon les habitants, était la cause de la fumée rouge qui s'échappait des cheminées de l'usine. Solway a déclaré que les concentrations excessives de particules fines dans les communautés sont associées à des sources de poussière non liées à l'usine: la poussière des routes et l'incinération des déchets dans les champs. Le directeur de CGN a ajouté que des contrôles sont effectués en permanence, non seulement pour l'eau, mais aussi pour la poussière et le bruit.

## Sanctions de l'OFAC à l’encontre des filiales
En novembre 2022, l'Office of Foreign Assets Control (OFAC) du département du Trésor des États-Unis a sanctionné la Compania Guatemalteca de Niquel (CGN) et la Compania Procesadora de Niquel (ProNiCo), deux filiales du groupe Solway.
Selon des enquêteurs indépendants, l'OFAC, dans sa déclaration, fait référence à une allégation erronée en affirmant que Solway est une société russe. Bien qu'il y ait eu des liens entre Solway, son fondateur et des entités commerciales et des individus russes, l'enquête montre qu'il n'y a aucune preuve que Solway, son fondateur ou ses actionnaires aient été historiquement, ou soient actuellement, contrôlés ou influencés par des entités et/ou des individus russes de quelque manière que ce soit. Aucune preuve n'a été trouvée à ce jour d'une participation directe, indirecte, cachée, bénéfique ou informelle d'une société privée russe, d'une entité gouvernementale ou d'un individu dans Solway, CGN ou Pronico ou dans l'un de ses actionnaires ou dirigeants, ou d'un indice de contrôle sur ces sociétés.
Une enquête de Newsweek a suggéré que le gouvernement américain tente de tirer parti des sanctions de l’OFAC pour s'assurer l'accès aux actifs miniers de Solway au Guatemala, dans un contexte de concurrence intense avec la Chine pour les ressources stratégiques .
Le 29 septembre 2023, les filiales guatémaltèques de Solway Investment Group ont reçu l'autorisation de l'OFAC de reprendre leurs activités.